# Ercheia bergeri
Ercheia bergeri là một loài bướm đêm trong họ Noctuidae.